# Queis (fiume)
Il Queis (polacco Kwisa) è un fiume del sud-ovest della Polonia. Egli si forma da numerosi ruscelli sulle alture dei monti Iser sul versante nord-est del Wysoka Kopa, la vetta più alta dei monti Iser, che confluiscono in un unico corso d'acqua. Il Queis attraversa le città di Świeradów-Zdrój (Bad Flinsberg), Mirsk (Friedeberg), Gryfów Śląski (Greiffenberg), Leśna (Marklissa), Lubań (Lauban), Nowogrodziec (Naumburg am Queis) e sfocia dopo circa 127 chilometri nel fiume Bóbr presso la località di Żelisław (Silber) nel territorio del comune di Małomice (Mallmitz).
Per secoli il Queis ha costituito, per circa 100 chilometri il confine fra l'Oberlausitz e la Slesia e perciò anche fra Polonia e Germania.
Questo divenne insussistente allorché nel XIV secolo il re di Boemia acquisì sia la Lusazia che la Slesia. Nel 1815 una parte dell'Oberlausitz passo alla Prussia e divenne una provincia della Slesia. Nel 1945 il territorio ad est del fiume Neiße, incluso il fiume Queis, fu assegnato alla Polonia.
Sul Queis si trovano il Castello di Czocha e quello di Kliczków (Klitschdorf).
Dal primo trentennio del XX secolo il fiume fu sbarrato, per motivi di sicurezza dalle piene, a Goldentraum e a Marklissa.

## Collegamenti esterni

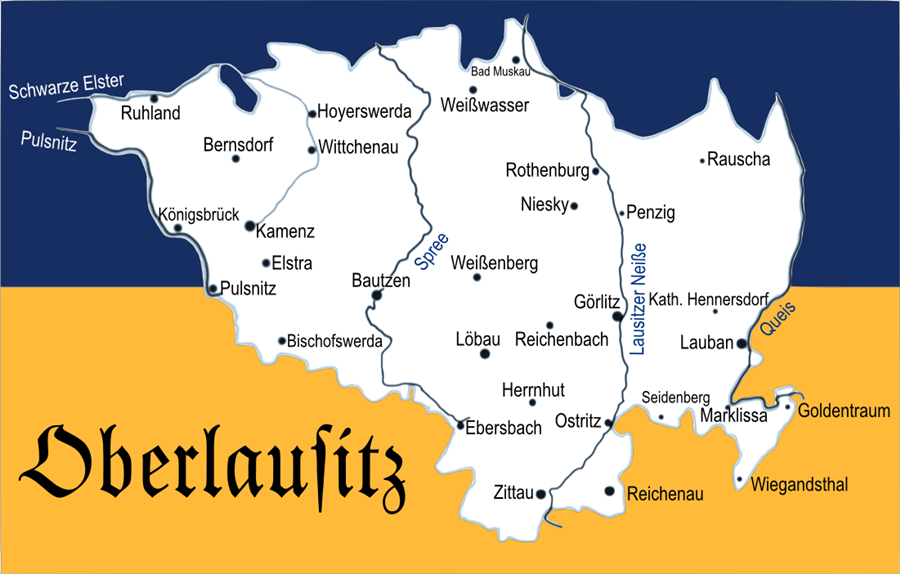
Il Queis come confine orientale dell'Oberlausitz